# كبد دهني حاد أثناء الحمل
الكبد الدهني الحاد أثناء الحمل أحد مضاعفات الحمل النادرة التي تهدد الحياة والذي يحدث في الثلث الثالث أو في الفترة ما بعد الولادة. يعتقد أن يكون سببه اضطراب استقلاب الأحماض الدهنية من قبل الميتوكوندريا في الأم، الناجم عن نقص سلسلة طويلة من 3-هيدروكسي أسيل-كوإنزيم أ ديهيدروجيناز (LCHAD). سابقًا، اعتُبرت الحالة قاتلة عالميًا، لكن العلاج المكثف، الذي يهدف إلى تحقيق استقرار وضع الأم بإعطائها السوائل الوريدية ومنتجات الدم تحسبًا للولادة المبكرة، قد حسن الإنذار.

## العلامات والأعراض
عادةً ما يتجلى الكبد الدهني الحاد أثناء الحمل (أو الشحام الكبدي الحملي) في الثلث الثالث من الحمل، لكن قد يحدث في أي وقت في النصف الثاني من الحمل، أو في النفاس، أي فترة ما بعد الولادة. بشكل وسطي، يظهر المرض خلال الأسبوع ال35 أو 36 من الحمل. تكون الأعراض المعتادة لدى الأم غير محددة وتشمل الغثيان والإقياء أو القهم (فقدان الشهية) وآلام البطن؛ قد يكون العطش المفرط أول أعراض دون تداخل مع أعراض الحمل الطبيعية؛ ومع ذلك، قد يحدث يرقان وحمى لدى نحو 70% من المرضى.
لدى المصابين بالمرض الحاد، قد تحدث حالة ما قبل الإرجاج، والتي تشمل ارتفاع ضغط الدم وتراكم السوائل (الوذمة). قد تتطور الحالة لتشمل أجهزة أخرى، بما في ذلك الفشل الكلوي الحاد والاعتلال الدماغي الكبدي والتهاب البنكرياس. يعد مرض السكري الكاذب أيضًا أحد مضاعفات هذه الحالة.
تلاحظ العديد من الاضطرابات المخبرية في الكبد الدهني الحاد أثناء الحمل. ترتفع إنزيمات الكبد، إذ تتراوح انزيمات ناقلة أمين الأسبارتات و ناقلة أمين الألانين من الارتفاع البسيط إلى 1000 وحدة دولية/لتر، لكن عادةً ما تبقى ضمن نطاق 300-500. يكون البيليروبين مرتفع في معظم الحالات. غالبًا ما يرتفع الفوسفاتاز القلوي أثناء الحمل بسبب إنتاجه من المشيمة، لكنه قد يكون أكثر ارتفاعًا في هذا المرض. قد تشمل الاضطرابات الأخرى ارتفاع عدد خلايا الدم البيضاء ونقص سكر الدم وارتفاع معلمات التخثر، بما في ذلك النسبة المعيارية الدولية، وانخفاض الفيبرينوجين. قد يحدث تخثر منتشر داخل الأوعية لدى نحو 70% من المرضى.
يظهر التصوير بالأمواج فوق الصوتية في البطن ترسب الدهون في الكبد، ولكن العلامة المميزة لهذه الحالة هي التنكس صغير الحويصلات الدهني، الذي لا يظهر بالتصوير بالأمواج فوق الصوتية. في الحالات النادرة، قد تحدث مضاعفات بسبب تمزق أو نخر الكبد، والتي يمكن كشفها بالتصوير بالأمواج فوق الصوتية.

## الفزيولوجيا المرضية
ازدادت القدرة على فهم أسباب الكبد الدهني الحاد أثناء الحمل بفضل التقدم في مجال الكيمياء الحيوية للميتوكوندريا. يؤدي نقص إنزيم LCHAD (3-هيدروكسي أسيل-كوإنزيم أ ديهيدروجيناز) إلى تراكم الأحماض الدهنية متوسطة وطويلة السلسلة. عندما يحدث هذا لدى الجنين، تدخل الأحماض الدهنية غير المستقلبة إلى الدورة الدموية للأم عبر المشيمة، وتتجاوز قدرة إنزيمات أكسدة الأحماض الدهنية لدى الأم. عزل الجين المسؤول عن LCHAD، ووجد أن الطفرة الأكثر شيوعًا الموجودة في الكبد الدهني الحاد أثناء الحمل هي الطفرة المغلطة E474Q. يورث نقص LCHAD بسيادة متنحية وغالبًا ما تكون الأمهات متغايرات الزيجوت بالنسبة للطفرة الممرضة.

## التشخيص
عادةً ما يُشخص مرض الكبد الدهني الحاد أثناء الحمل على أسس سريرية من قبل الطبيب المعالج، ولكن قد يكون التفريق بينه وبين الحالات الأخرى التي تصيب الكبد أمرًا صعبًا. يُشخص الكبد الدهني الحاد أثناء الحمل في حال وجود اليرقان مع ارتفاع أقل في إنزيمات الكبد، وارتفاع تعداد خلايا الدم البيضاء، والتخثر المنتشر داخل الأوعية، ولدى المرضى السريريين.
قد توفر خزعة الكبد تشخيصًا نهائيًا، لكن لا يمكن إجراؤها دائمًا، لأنها تزيد احتمال حدوث نزف في الكبد الدهني الحاد أثناء الحمل. غالبًا ما تجرى الاختبارات لاستبعاد الحالات المشابهة الأكثر شيوعًا، التي تشمل التهاب الكبد الفيروسي وحالة ما قبل الإرجاج ومتلازمة هيلب والركود الصفراوي داخل الكبد أثناء الحمل والتهاب الكبد المناعي الذاتي.

### علم الأمراض
إذا كانت هناك حاجة لأخذ خزعة من الكبد لتشخيص الحالة، يجب أن يستقر وضع الأم وأن تُعالج بشكل مناسب لتقليل المضاعفات المرتبطة بالنزف. يمكن إجراء التشخيص عن طريق إجراء المقطع التجميدي الملون بالصبغة الحمراء الزيتية، والتي تظهر التنكس صغير الحويصلات الدهني (أو مجموعات صغيرة من الدهون داخل خلايا الكبد). نادرًا ما يشمل التنكس صغير الحويصلات الدهني المنطقة الأولى من الكبد، وهي المنطقة الأقرب إلى الشريان الكبدي. على الصبغة ثلاثية الألوان العادية، تعطي سيتوبلازما خلايا الكبد مظهرًا رغويًا بسبب بروز الدهون. نادرًا ما يُرى النخر. يمكن تحسين التشخيص عن طريق الفحص المجهري الإلكتروني الذي يُستخدم لتأكيد وجود التنكس صغير الحويصلات الدهني، وبشكل خاص الميتوكوندريا العملاقة والمحتويات شبه البلورية. تشمل أمراض الكبد ذات المظاهر المماثلة متلازمة راي، والتهاب الكبد الناجم عن الأدوية من العوامل السامة للميتوكوندريا، بما في ذلك مثبطات إنزيم النسخ العكسي للنيوكليوزيد المستخدمة لعلاج الإيدز، وحالة نادرة تعرف باسم مرض القيء الجامايكي الذي ينتج عن تناول فاكهة الآقية غير الناضجة.

## العلاج
يُفضل علاج الكبد الدهني الحاد أثناء الحمل في مركز متخصص في طب الكبد وطب التوليد عالي الخطورة وطب الأم والجنين وطب حديثي الولادة. غالبًا ما يتشاور الأطباء الذين يعالجون هذه الحالة مع خبراء زراعة الكبد في الحالات الشديدة. يوصى بالدخول إلى وحدة العناية المركزة.
يكون العلاج الأولي داعمًا ويشمل إعطاء السوائل الوريدية والغلوكوز ومنتجات الدم في الوريد، بما في ذلك البلازما المتجمدة الجديدة والرسابة البردية لتصحيح التخثر المنتشر داخل الأوعية. يجب مراقبة قلب الجنين. بعد استقرار الأم، عادةً ما تُجرى الترتيبات اللازمة للولادة. قد تحدث الولادة بشكل طبيعي عن طريق المهبل، ولكن في حالات النزف الشديد أو سوء حالة الأم، قد تكون هناك حاجة لإجراء عملية قيصرية. في كثير من الأحيان، لا يشخص الكبد الدهني الحاد أثناء الحمل حتى تتعرض الأم والطفل للخطر، لذلك غالبًا ما تكون هناك حاجة لإجراء ولادة قيصرية طارئة.[بحاجة لمصدر]
قد تتطلب مضاعفات الكبد الدهني الحاد أثناء الحمل العلاج بعد الولادة، خاصةً إذا حدث التهاب البنكرياس. نادرًا ما تكون زراعة الكبد ضرورية لعلاج هذه الحالة، لكنها قد تكون ضرورية للأمهات اللاتي يعانين من تخثر منتشر داخل الأوعية أو تمزق الكبد أو اعتلال دماغي حاد.

## الوبائية
الكبد الدهني الحاد أثناء الحمل هو حالة نادرة وتحدث بنسبة 1/7000 إلى 1/15000 حالة حمل. انخفض معدل الوفيات الناتجة عن الكبد الدهني الحاد أثناء الحمل بشكل ملحوظ إلى 18%، وهو يرتبط الآن بشكل أساسي بالمضاعفات، خاصةً التخثر المنتشر داخل الأوعية والالتهابات. بعد الولادة، تتحسن معظم الأمهات، إذ يُزال العامل المسبب لزيادة الأحماض الدهنية. يمكن أن يتكرر المرض في حالات الحمل المستقبلية، باحتمال وراثة 25%؛ لكن المعدل الفعلي أقل. انخفض معدل وفيات الأجنة أيضًا بشكل ملحوظ، لكنه مازال موجودًا بنسبة 23%، وقد يكون مرتبطًا بالحاجة إلى الولادة المبكرة.

## التاريخ
وُصف المرض لأول مرة في عام 1940 من قبل إتش. إل. شيهان على أنه «ضمور أصفر حاد» في الكبد، ثم اعتُقد أنه مرتبط بالتسمم المتأخر بالكلوروفورم.